# Stein Rokkan
Stein Rokkan (4 de julio de 1921 en Vågan - 22 de julio de 1979 en Bergen) fue un politólogo y sociólogo noruego. Fue profesor de política comparada en la Universidad de Bergen. 

## Formación e influencia.
Formado inicialmente como filósofo, Rokkan trabajó en los años 1940 y 1950 como asistente de Arne Naess. Más tarde, su interés se dirigió al estudio de la política, en particular la formación de los partidos políticos europeos y de los Estados Nación. Fue durante este período que trabajó con Seymour Martin Lipset. "Lipset y Rokkan" es desde entonces una referencia clásica en sociología política. También es conocido por haber sido un pionero en el uso de la informática en las ciencias sociales. Ha escrito entre otros temas, sobre las divisiones políticas, la historia comparada, los sistemas de partidos.
Rokkan es el creador de una serie de modelos sobre el Estado-nación y la formación del Estado en Europa. Junto a Lipset desarrolló asimismo el concepto de clivaje político.
Fue presidente de la Asociación Internacional de Ciencias Políticas de 1970 a 1973, presidente del Consejo Internacional de la UNESCO de Ciencias Sociales (CICS) (1973-77), Vicepresidente de la Asociación Internacional de Sociología de 1966 a 1970 y su Presidente de 1970 a 1976. Fue cofundador del European Consortium for Political Research (ECPR).

## Obras
- Party Systems and Voter Alignments. Co-edited with Seymour Martin Lipset (Free Press, 1967)
- Building States and Nations. Co-edited with SN Eisenstadt (Sage, 1973)
- Economy, Territory, Identity: Politics of West European Peripheries. Co-authored with Derek W. Urwin (Sage, 1983)

## Otras fuentes
- State Formation, Nation-Building, and Mass politics|Mass Politics in Europe: The Theory of Stein Rokkan. Edited by Peter Flora (Oxford University Press, 1999).